# 科斯梅什蒂鄉 (加拉茨縣)
45°52′10″N 27°18′39″E / 45.86944°N 27.31083°E
科斯梅什蒂鄉（羅馬尼亞語：Comuna Cosmești, Galați），是羅馬尼亞的鄉份，位於該國東部，由加拉茨縣負責管轄，面積48平方公里，海拔高度81米，2007年人口6,731，人口密度每平方公里140人。